# 미결처리반 Q: 순수의 배신
미결처리반 Q: 순수의 배신(덴마크어: Journal 64)는 2018년 개봉한 덴마크의 범죄, 미스터리, 스릴러 영화이다.

## 줄거리
벽 속에 발견된 3구의 미이라, 57년 간 봉인된 추악한 비밀이 밝혀진다!

코펜하겐의 어느 낡은 아파트 벽 속에서 3구의 미이라가 발견된다. 식탁에 둘러앉은 미이라들과 에탄올에 담긴 남자의 성기와 여자의 생식기. 그리고 비어있는 누군가의 한 자리도 발견된다.
미해결 사건 전담반Q의 칼 뫼르크와 아사드는 누구의 사체인지, 4번째 미이라가 될 인물은 누구인지 파헤쳐나가기 시작한다.
미이라들은 57년 전 스프로위섬의 악명 높은 ‘문제 여성 감호소’에 갇혀 있던 환자, 간호사, 그리고 그들의 담당변호사인 것으로 밝혀진다. 과연 이들을 죽인 범인은 누구이며, 그들은 왜 죽게 되었는지, 그리고 57년 전부터 이어지고 있는 그들의 추악한 만행이 밝혀지게 되는데…

## 캐스팅
주연
- 니콜라이 리 코스 : 칼 역
- 페레스 파레스 : 아사드 역

조연
- 소렌 필마르크 : 마커스 역
- 니콜라이 브로 : 브랜트 역
- 엘리엇 크로세트 호브 : 커트 역 (노역: 앤더스 호브)
- 요한 루이스 슈미트 : 로즈 역
- 클라라 로세이저 : 리타 역